# 達美航空191號班機空難
達美航空191號班機是達美航空一條定期航班，從佛羅里達州的勞德代爾堡中停達拉斯後再飛往洛杉磯。1985年8月2日下午，一架洛歇L-1011型三星式客機（編號N726DA）執行該航班，於降落達拉斯-沃斯堡國際機場時失事，造成136人死亡，29人幸運生還，當中27人受傷。

## 事故經過
飛機飛越路易西安納州後，進入了一個雷暴區。當時客機已開始執行進場程序，並一直沿著設定航道降落。機長Edward Conners看見該雷暴區後，為了避免於惡劣天氣降落，正準備更改設定航道。
但是，在達拉斯機場，天氣一樣不穩定，而且同樣有一個暴雨區於機場附近形成。機長及副機長留意著前方的暴雨區，決定要越過該區域。
飛機離地只有1,500呎時，副機長Rudolph Price報告於其中一個雲層有閃電。到了飛機離地只有800呎，飛機在駕駛員正常操作下突然加大了空速。原本估計下降速度約為149節（每小時276公里），加速後為173節（每小時320公里）。副機長試圖穩定飛機速度，不過機長明白，飛機速度加快是因為受風切變影響，於是他吩咐副機長密切留意飛機的速度。突然，飛機的速度由173節急降至133節（每小時320公里跌至246公里）。副機長急忙將節流閥推前以增加升力，不過飛機速度進一步下降至119節（每小時220公里）。在其後解讀黑盒中的駕駛室通話記錄中，可聽見機長說道：「快抬高這該死的傢伙！」（Hang onto the son of a bitch!），顯示遭微爆流打擊後飛機幾乎失控。
當副機長極力避免因機鼻朝下而引致俯冲時，飛機的垂直速率此時受到強烈的垂直風切變─微下擊暴流（microburst）的影響而增加至每分鐘1,700呎（即每分鐘520米），直至飛機觸及地面。 
191號班機首先於機場17L跑道以北的一個田野觸及地面，並立即彈回空中。然後，飛機越過德州114號高速公路時，撞及一輛汽車，車上司機當場死亡。飛機在機場剎停不果，以220節的速度撞上兩座貯油槽，並即時爆炸起火。大部份生還的乘客都是位於機尾部份，因為這一部份在飛機機身撞擊貯油槽時，仍能大致保持完整。機長、副機長和飛行工程師均罹難。

## 調查
經過一段漫長的調查時間，美國國家運輸安全委員會認為意外可歸因於機師失誤，因為他們於惡劣天氣下沒有放棄降落，但這是因為沒有人警告他們這樣做會有相當高的風險，因此當發現情況比想像中惡劣時，已經為時已晚。調查員發現，當天機場附近的風暴形成的速度相當快，一架比191號班機早一分鐘著陸的里爾噴射機抵達機場後，191號班機機員便認為，既然小型的商務機都能降落，他們的三星客機理所當然也可以安全著陸。但事實上，風暴就在小型商務機降落後迅速成形，而且連地面雷達也未能偵測。直至機場塔台發現後，已來不及知會191號班機機員。

綜合天氣因素，微下擊暴流才是空難主因。
- 電腦重建的N726DA
- 失事的達美航空L1011-385-1三星式客機，1984年攝於蒙特婁
- 遇難班機座位表
- 飛機墜毀前之路線圖。(黃色實線為原定路線，白色虛線為班機飛行路線)
- 失事班機尾部殘骸

## 記錄片及節目
後來在美國的電視節目「Fire and Rain」，就是取材至191號班機事故；而當地的天氣頻道，亦以這次事件作為氣候變化歷史的插曲式事件。
空中浩劫第五季第一集的「Invisible Killer」就是介紹此次事故及公開詳細調查內容。

## 乘客
有「IBM PC之父」之稱的IBM個人電腦部門總裁唐·埃斯特利奇（Philip Don Estridge）和他的妻子也死于这次空难。此外还有两名IBM的暑期实习生和六名家属

## 外部連結
- 事故描述 （页面存档备份，存于）
- 駕駛室通話記錄內容
- 意外照片
- AirDisaster.com 的特別報告
- 失事前的N726DA照片(自Airliners.net) （页面存档备份，存于）
- DFW Delta Flight 191 - 一位曾參與拯救的消防員，Mica Calfee所撰寫的文章 （页面存档备份，存于）
- 美國國家運輸安全委員會的報告總結 （页面存档备份，存于）
- "就像凝固汽油牆壁(Like a Wall of Napalm)" （页面存档备份，存于）
- 法院引用的卡通廣告
- 達美航空1141號班機失事/1985年的失事回憶 （页面存档备份，存于）
- Vanderbilt大學電視檔案